# Bobby Whitlock
Bobby Whitlock (Memphis, 18 de março de 1948 – Texas, 10 de agosto de 2025) foi um músico e compositor americano, mais conhecido como integrante da banda de blues rock Derek and the Dominos.

## Discografia solo
- Bobby Whitlock (1972)
- Raw Velvet (1972)
- One of a Kind (1975)
- Rock Your Sox Off (1976)
- It's About Time (1999)
- Other Assorted Love Songs, Live from Whitney Chapel (2003) – álbum ao vivo, com CoCo Carmel
- Lovers (2008) – com Carmel
- Lovers: The Master Demos (2009) – com Carmel
- Vintage (2009)
- My Time (2009)
- Metamorphosis (2010) – álbum ao vivo, com Carmel
- Esoteric (2012) – com Carmel
- Carnival: Live in Austin (2013) – álbum ao vivo, com Carmel
- Where There's a Will, There's a Way: The ABC-Dunhill Recordings (2013)

Outras gravações notáveis
- Delaney & Bonnie, Home (1969)
- Delaney & Bonnie, Accept No Substitute (1969)
- Delaney & Bonnie, On Tour with Eric Clapton (1970)
- Eric Clapton, Eric Clapton (1970)
- Doris Troy, Doris Troy (1970)
- Delaney & Bonnie, To Bonnie from Delaney (1970)
- George Harrison, All Things Must Pass (1970)
- Derek and the Dominos, Layla and Other Assorted Love Songs (1970)
- Delaney & Bonnie, Motel Shot (1971)
- John Simon, John Simon's Album (1971)
- Dr John, The Sun, Moon & Herbs (1971)
- Eric Clapton, The History of Eric Clapton (1972)
- Derek and the Dominos, In Concert (1973)
- Manassas, Down the Road (1973)